# Jaroslav Volak
Jaroslav Volak (Vienna, 7 luglio 1915 – ...) è stato un pallamanista austriaco.

## Palmarès

### Olimpiadi
- Argento a Berlino 1936 nella pallamano.